# 조선로동당의 영원한 총비서

조선로동당의 영원한 총비서로 추대된 김정일

조선로동당의 영원한 총비서(朝鮮勞動黨의 永遠한 總秘書)는 조선민주주의인민공화국에서 김정일에게 부여한 호칭이다. 2012년 4월 12일에 조선로동당 대표자회에서 김정일을 ‘조선로동당의 영원한 총비서’로, 김정은을 ‘제1비서’로 추대하여 명예직으로 남게 되었다가, 그해 최고인민회의에서 김정일을 '영원한 국방위원장'으로 헌법에 명시하였다.
2016년 6월 29일 김정은을 '국무위원장'에추대하였다.
2020년 사회주의 헌법을 개정해 김정일을 김일성과 마찬가지로 '영원한 수령'으로 명시 되었다.
2021년1월에 열린 제8차 당대표자회에서 김정은을 조선로동당 총비서로 추대하였다.

## 배경
2012년 4월 12일 조선로동당 제4차당대표자회에서 김정일을 ‘조선로동당의 영원한 총비서’로, 김정은을 ‘제1비서’로 추대했다. 1994년에 사망한 김일성을 ‘공화국의 영원한 주석’으로 올린 데 이어 2011년에 사망한 김정일을 ‘조선로동당의 영원한 총비서’로 받들어 ‘백두산 줄기’로 내려오는 30세 김정은의 3대 세습을 정당화했다.

## 같이 보기
- 공화국의 영원한 주석